# Двадцатичетырёхугольник
Двадцатичетырёхугольник, икоситетрагон ― многоугольник с 24 углами и 24 сторонами. Как правило, двадцатичетырёхугольником называют правильный многоугольник, то есть такой, у которого все стороны и все углы равны (в случае двадцатичетырёхугольника углы равны 165°).

## Правильный двадцатичетырёхугольник
Правильный двадцатичетырёхугольник имеет 252 диагонали.

### Площадь
Площадь правильного двадцатичетырёхугольника со стороной a находится по формуле:
{\displaystyle S=6a^{2}(2+{\sqrt {2}}+{\sqrt {3}}+{\sqrt {6}})=6a^{2}\cdot \cot({\tfrac {\pi }{24}})\approx 45,57452\,a^{2}}
Или, при радиусе описанной окружности R:
{\displaystyle S=12R^{2}\cdot \sin(15^{\circ })\approx 3,10583\,R^{2}}
Или, при радиусе вписанной окружности r:
{\displaystyle S=24r^{2}\cdot \tan({\tfrac {\pi }{24}})\approx 3,15966\,r^{2}}
Центральный угол правильного двадцатичетырёхугольника равен 15°.

### Построение
Поскольку 24 = 23×3, правильный двадцатичетырёхугольник можно построить с помощью линейки и циркуля.

### Разбиение
Гарольдом Коксетером было доказано, что правильный {\displaystyle 2m}-угольник (в общем случае - {\displaystyle 2m}-угольный зоногон) можно разбить на {\displaystyle {\frac {m(m-1)}{2}}} ромбов. Для двадцатичетырёхугольника {\displaystyle m=12}, так что он может быть разбит на 66 ромбов.
| Разбиение правильного двадцатичетырёхугольника | Разбиение правильного двадцатичетырёхугольника | Разбиение правильного двадцатичетырёхугольника | Разбиение правильного двадцатичетырёхугольника |
| ---------------------------------------------- | ---------------------------------------------- | ---------------------------------------------- | ---------------------------------------------- |
|                                                |                                                |                                                |                                                |